# Simulium jianjinshanense
Simulium jianjinshanense es una especie de insecto del género Simulium, familia Simuliidae, orden Diptera.
Fue descrita científicamente por Zhang & Chen, 2006.